# Paralizie în timpul somnului
Paralizia în timpul somnului este incapacitatea trecătoare de a realiza orice fel de mișcare voită care are loc în faza de trecere de la starea de veghe la cea de somn sau invers. Durata fenomenului de obicei este scăzută, între 1 și 3 minute, după care paralizia cedează spontan. Pe durata episodului paralitic persoana este în totalitate conștientă dar este incapabilă de a se mișca sau de a vorbi ceea ce îi poate provoca o puternică stare de neplăcere și anxietate. Acest fenomen nu este periculos deoarece nu afectează și respirația sau funcțiile cardiace. Paralizia somnului este catalogată drept o parasomnie și este înregistrată în Clasificarea Internațională a Tulburărilor Somnului.

## Epidemiologie
Paralizia în timpul somnului este o tulburare frecventă; se consideră că între 50% și 60% dintre oameni o experimentează cel puțin o dată în viață, conform studiilor efectuate.

## Manifestări
Dacă paralizia se întâmplă în faza de adormire se numește hipnagogică iar dacă se întâmplă la trezire se numește hipnopompică. Marea parte a persoanelor afectate prezintă tulburarea o singură dată în viață dar există și cazuri în care tulburarea apare mai frecvent, uneori însoțită și de alte simptome precum tulburări de somn pe timpul zilei sau pierderea tonicității musculare. În acest caz paralizia somnului este considerată ca un simptom în tabloul clinic al unei alte boli, respectiv narcolepsia.